# Blood Gulch
Blood Gulch es un mapa multijugador de disparos en primera persona (FPS) de la serie de Halo, apareciendo por primera vez en Halo: Combat Evolved y fue recreado en Halo 2 con el nombre de «Coagulación», así como para Halo: Reach con el nombre de «Hemorragia», y en Halo: The Master Chief Collection como «Rastro de sangre». También tenía un sucesor espiritual en Halo 3 en Valhalla y aparecía en Halo Wars tomando lugar en el universo de Halo que aparece en el Medio Oeste de los Estados Unidos. Fue diseñado para el modo de juego de capturar la bandera, pero puede utilizarse para otros modos como deathmatch. Blood Gulch fue elogiado como el juego más emblemático de halo, jugando un papel fundamental en las series de Machinima de Red vs. Blue.

## Nivel
Blood Gulch toma lugar en un cañón por las altas paredes naturales que se encuentran en el mapa. El interior del cañón es un paisaje con poca naturaleza  con una base en cada extremo para el equipo rojo y azul. El mapa es balanceado pero con una dispareja ventaja táctica del equipo rojo teniendo acceso a la colina, mientras el equipo azul es localizado cerca de un sistema de túneles en la pared del cañón. Cada base es propicia para el juego tradicional FPS, con «dos entradas, un techo abierto y senderos inclinados hacia el techo». En la parte superior de cada base, un teletransportador puede transportar jugadores (así como escapar de los miembros del equipo oponente) hacia tierra de nadie, aunque deja a los jugadores vulnerables contra los francotiradores. Los jeeps Warthog pueden atravesar fácilmente el paisaje, lo que los hace ideales para escapar con la bandera.

## Recepción
La revista Edge calificó el mapa como un «escaparate» para la «maravillosa habilidad de Halo para entrar y salir de tiroteos tensos y momentos de payasadas ridículas». La publicación elogió el mapa por su diseño abierto y la combinación de combate terrestre y vehículos en tercera persona que, aunque se da por sentado en la actualidad, era raro en el momento de la publicación de Halo y requería «un enfoque diferente para el diseño del mapa». Good Game llamó al mapa «el icono más emblemático de Halo» y dijo que «el trabajo en equipo está en el centro del Gulch» ("barranco"), mientras que «la mejor manera de experimentar el barranco siempre ha sido detrás del volante». GameZone llamó al mapa «fácilmente un destacado de la franquicia», citando la frecuencia con que se ha recreado en todos los juegos.
Blood Gulch fue recreado por un fan del juego Counter-Strike: Global Offensive. El sitio kotaku.com mencionó que el mapa estaba «muy bien elaborado».